# 飛躍美洲鱥
飛躍美洲鱥（學名：Notropis volucellus），為輻鰭魚綱鯉形目雅羅魚科的其中一種，分布於北美洲加拿大哈德遜灣、五大湖、美國密西西比河流域的大部分地區，包括田納西州、維吉尼亞州、北卡羅萊納州及從莫比爾灣延伸到墨西哥灣地區淡水流域，本魚呈長橢圓形且側扁，眼大、口近下位，體長可達7.6公分，壽命約3年，第1年達性成熟，但因各地區水溫及季節變化，繁殖期不相同，棲息礫石或沙泥底質的大型河川、湖泊、水塘靜止水域，成群在水面表層活動，屬雜食性，以小型甲殼類、絲狀藻類和小型無脊椎動物為食。